# Jonathan Schofield
Jonathan Schofield (Petersfield, 10 de mayo de 1985) es un deportista británico que compitió en piragüismo en la modalidad de aguas tranquilas.
Participó en dos Juegos Olímpicos de Verano, obteniendo en total dos medallas, plata en Río de Janeiro 2016 y bronce en Londres 2012, ambas en la prueba de K2 200 m.
Ganó cinco medallas en el Campeonato Mundial de Piragüismo entre los años 2010 y 2014, y cuatro medallas de oro en el Campeonato Europeo de Piragüismo entre los años 2010 y 2014.

## Palmarés internacional
| Juegos Olímpicos   | Juegos Olímpicos        | Juegos Olímpicos  | Juegos Olímpicos |
| Año                | Lugar                   | Medalla           | Competición      |
| ------------------ | ----------------------- | ----------------- | ---------------- |
| 2012               | Londres (Reino Unido)   | Medalla de bronce | K2 200 m         |
| 2016               | Río de Janeiro (Brasil) | Medalla de plata  | K2 200 m         |
| Campeonato Mundial |                         |                   |                  |
| Año                | Lugar                   | Medalla           | Competición      |
| 2010               | Poznań (Polonia)        | Medalla de plata  | K1 4 × 200 m     |
| 2010               | Poznań (Polonia)        | Medalla de bronce | K2 200 m         |
| 2011               | Szeged (Hungría)        | Medalla de plata  | K2 200 m         |
| 2013               | Duisburgo (Alemania)    | Medalla de plata  | K2 200 m         |
| 2014               | Moscú (Rusia)           | Medalla de bronce | K1 4 × 200 m     |
| Campeonato Europeo |                         |                   |                  |
| Año                | Lugar                   | Medalla           | Competición      |
| 2010               | Corvera (España)        | Medalla de oro    | K2 200 m         |
| 2011               | Belgrado (Serbia)       | Medalla de oro    | K2 200 m         |
| 2012               | Zagreb (Croacia)        | Medalla de oro    | K2 200 m         |
| 2014               | Brandeburgo (Alemania)  | Medalla de bronce | K2 200 m         |